# خان مشير
خان مشير (بالفارسية: کاروانسرای مشیر) هو خان تاريخي يعود إلى عصر القاجاريون، ويقع في يزد.